# Glen Perkins
Glen Weston Perkins (né le 2 mars 1983 à Stillwater,Minnesota, États-Unis) est un ancien lanceur de relève gaucher de la Ligue majeure de baseball.
Il est invité au match des étoiles en 2013, 2014 et 2015.

## Carrière
Après des études secondaires à la Stillwater Area High School de Stillwater (Minnesota), Glen Perkins suit des études supérieures à l'Université du Minnesota, où il porte les couleurs des Golden Gophers du Minnesota en 2003 et 2004. En deux saisons, il enregistre 19 victoires pour 5 défaites comme lanceur partant.
Perkins est repêché le 7 juin 2004 par les Twins du Minnesota au premier tour de sélection (22e choix). Il encaisse un bonus de 1,425 million de dollars à la signature de son premier contrat professionnel le 30 juin 2004.
Il passe deux saisons en Ligues mineures avant d'effectuer ses débuts en Ligue majeure le 22 septembre 2006, à l'occasion d'une rencontre face aux Red Sox de Boston. Utilisé comme lanceur de relève en 2006 et 2007, Perkins retrouve le poste de lanceur partant en 2008.
Perkins prolonge son contrat d'une saison le 8 mars 2009 contre 430 000 dollars. Deux blessures écourtent sa saison.
Utilisé comme lanceur de relève à partir de 2010, Perkins est l'un des meilleurs lanceurs des Twins en 2011 avec une moyenne de points mérités de 2,48 en 65 parties. Il enregistre 65 retraits sur des prises en 61 manches et deux tiers lancées et réussit ses 2 premiers sauvetages en carrière.
Natif du Minnesota, le joueur des Twins est invité au match des étoiles 2014, joué au Target Field de Minneapolis, sur le terrain de son équipe. Il protège la victoire des étoiles de la Ligue américaine en lançant la 9e manche du match remporté 5-3.

## Statistiques
| Saison | Équipe    | G  | GS | CG | SHO | V  | D  | SV | IP    | SO  | ERA  |
| ------ | --------- | -- | -- | -- | --- | -- | -- | -- | ----- | --- | ---- |
| 2006   | Minnesota | 4  | 0  | 0  | 0   | 0  | 0  | 0  | 5.2   | 6   | 1,59 |
| 2007   | Minnesota | 19 | 0  | 0  | 0   | 0  | 0  | 0  | 28.2  | 20  | 3,14 |
| 2008   | Minnesota | 26 | 26 | 0  | 0   | 12 | 4  | 0  | 151.0 | 74  | 4,41 |
| 2009   | Minnesota | 18 | 17 | 0  | 0   | 6  | 7  | 0  | 96.1  | 45  | 5,89 |
| 2010   | Minnesota | 13 | 1  | 0  | 0   | 1  | 1  | 0  | 21.2  | 14  | 5,82 |
| Totaux | Totaux    | 80 | 44 | 0  | 0   | 19 | 12 | 0  | 303.1 | 159 | 4,81 |

| Saison | Équipe    | G | GS | CG | SHO | V | D | SV | IP  | SO | ERA  |
| ------ | --------- | - | -- | -- | --- | - | - | -- | --- | -- | ---- |
| 2006   | Minnesota | 1 | 0  | 0  | 0   | 0 | 0 | 0  | 0.1 | 0  | 0,00 |
| Totaux | Totaux    | 1 | 0  | 0  | 0   | 0 | 0 | 0  | 0.1 | 0  | 0,00 |

Note : G = Matches joués ; GS = Matches comme lanceur partant ; CG = Matches complets ; SHO = Blanchissages ; 
V = Victoires ; D = Défaites ; SV = Sauvetages ; IP = Manches lancées ; SO = Retraits sur des prises ; ERA = Moyenne de points mérités.